# Louis Prima

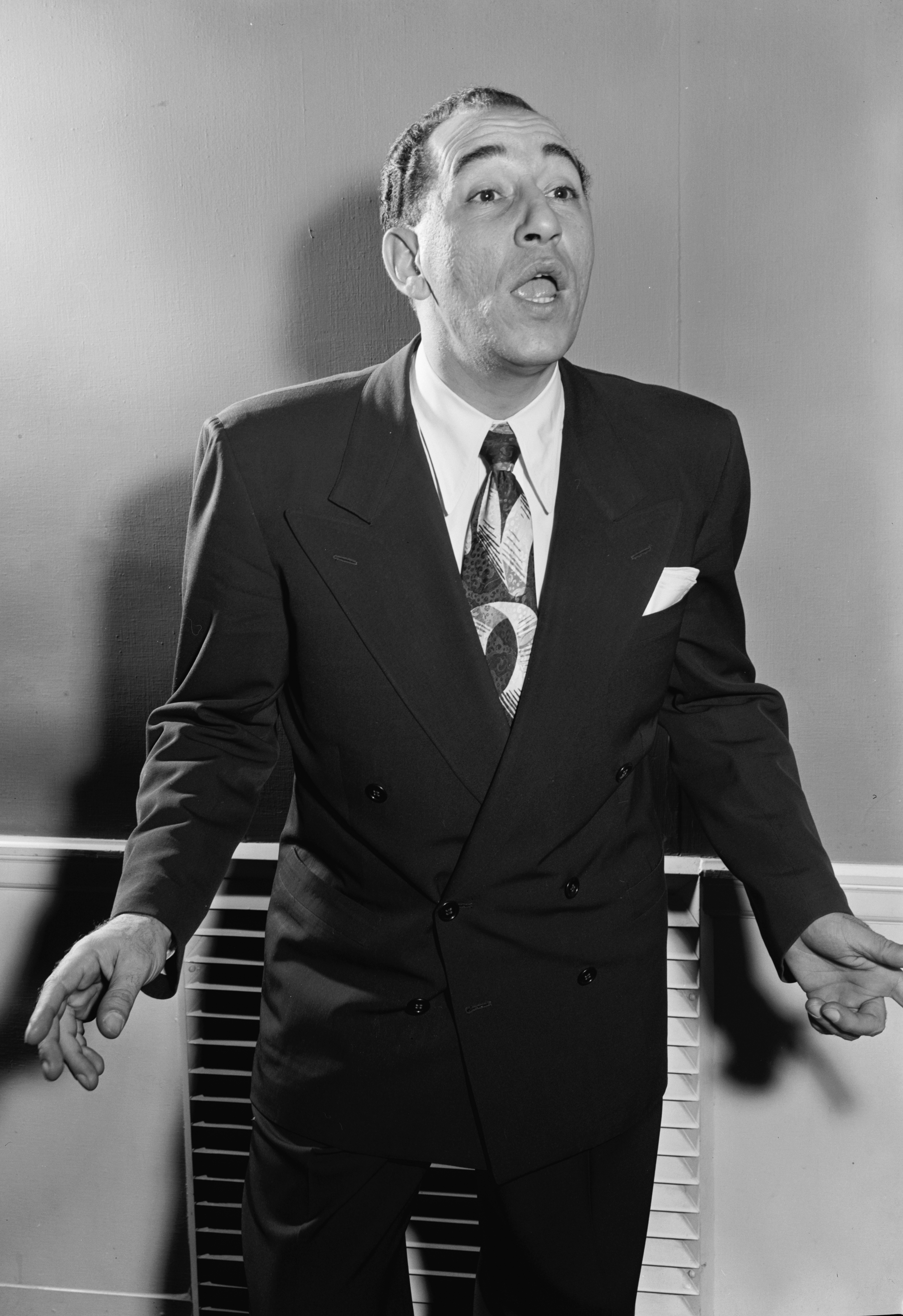
Louis Prima (1947)

Louis Prima (* 7. Dezember 1910 in New Orleans; † 24. August 1978 ebenda) war ein US-amerikanischer Entertainer, Sänger, Trompeter und Schauspieler. Ihm ist ein Stern auf dem Hollywood Walk of Fame in Los Angeles gewidmet.

## Anfänge und erste Bands
Der Sohn von Anthony Prima (1886–1961) und Angelina Caravella (1890–1965) war das zweite von vier Kindern. Caravella war die Tochter eines italienischen Barbiers. Louis Prima spielte zunächst in Bands wie etwa 1928 bei Ellis Stratakos und 1932 bei Red Nichols. Bei Tonaufnahmen vom 28. September 1933 war Prima erstmals in Chicago als Mitglied des Hotcha Trios (David Rose, Piano und Norman Gast, Violine) zu hören, so etwa bei den Titeln Chinatown, My Chinatown / Dinah. 1934 ging er zurück nach New Orleans und spielte im Club ShimSham, wo er von Guy Lombardo entdeckt wurde und dieser ihm einen Plattenvertrag mit Brunswick Records sicherte.
Seine erste eigene Band stellte er im September 1934 unter dem Namen New Orleans Gang zusammen, zu der anfangs Claude Thornhill (Piano), George Brunies (Posaune), Sidney Arodin (Klarinette), George Van Eps (Gitarre), Artie Shapiro (Bass) und Stan King (Schlagzeug) gehörten. In der ersten Aufnahmesession am 27. September 1934 entstanden vier Titel, darunter auch Hoagy Carmichaels Stardust, die alle die Hitparade verfehlten. Das gilt auch für die am 1. November 1934 entstanden sechs Titel, darunter die erste Louis-Prima-Komposition I Still Want You. 
Die am 3. April 1935 anberaumte Aufnahmesession sah eine personell komplett veränderte New Orleans Gang. Mit Frank Pinero (Piano), Larry Altpeter (Posaune), Eddie Miller (Klarinette, Tenorsaxophon), Garry McAdams (Gitarre), Jack Ryan (Bass) und Ray Bauduc (Schlagzeug) wurden an diesem Tag vier Aufnahmen gemacht, von denen I’m Living in a Great Big Way Rang 13 der Popcharts erreichen konnte. Das am 27. Juni 1935 entstandene In A Little Gypsy Tea Room konnte sogar bis auf Rang vier vordringen – Louis Primas beste Platzierung überhaupt. 1937 hatte er einen Auftritt im Musikfilm Manhattan Merry-Go-Round. Ab Januar 1940 benannte er die Gruppe in Louis Prima Orchestra um, dessen bekanntester Hit der im April 1944 aufgenommene Titel Angelina wurde.

## Ein Jazzklassiker entsteht

Louis Prima: Sing, Sing, Sing (Brunswick)

Im März 1935 trat er mit Band im Famous Door-Club in New York auf, einem der angesagtesten Jazzclubs jener Zeit. Ab Mai 1935 beschäftigte er erstmals Klarinettist Pee Wee Russell, dessen nervöses Spiel Dynamik in die Band brachte. Fremdartig klang dabei sein deutlich erkennbarer neapolitanischer Akzent im Englischen. Am 28. Februar 1936 entstand der von Prima komponierte Titel Sing, Sing, Sing (With a Swing) in der Besetzung Frank Pinero (Piano), Pee Wee Russell (Klarinette), Joe Catalyne (Tenorsaxophon), Garry McAdams (Gitarre), Jack Ryan (Bass) und George Pemberty (Schlagzeug).
Primas Einspielung hiervon verfehlte die Hitparade, erst in der überlangen Live-Fassung von Benny Goodman (aufgenommen am 16. Januar 1938 in der Carnegie-Hall) gelangte die Prima-Komposition zu Weltruhm und avancierte zum Jazzstandard. Er wirkte sodann in einigen Hollywood-Filmen mit wie Rhythm on the Range, der am 1. Juli 1936 in die Kinos kam.

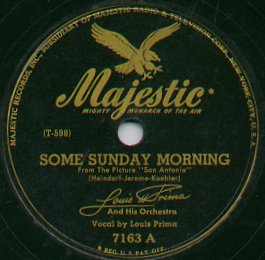
78er von Louis Prima und seinem Orchester vom November 1945: Some Sunday Morning (Majestic)

Ab März 1937 schloss sich Klarinettist Meyer Weinberg der Band an; im September 1939 wiederholte sich ein Engagement im Famous Door-Club. 1940 stieß sein älterer Bruder Leon Prima und im März 1949 stieß die junge Sängerin Keely Smith (Dorothy Gambardella) zur Band, die inzwischen bei RCA unter Vertrag war. Ab November 1949 wechselte die Band zu Mercury Records. Es folgte ein regelrechtes Labelhopping, das über Columbia Records (1951/1952) im April 1954 zu Decca Records führte. Das 1991 veröffentlichte Album Capitol Collectors Series wurde 2008 in den USA mit einer Goldenen Schallplatte ausgezeichnet.

## Auftritte in Las Vegas
Las Vegas war dabei, sich ab 1954 als Unterhaltungsmetropole zu etablieren: Prima und Keely, die in jenem Jahr Primas vierte Frau wurde, erhielten einen zweiwöchigen Auftritt in der Casbah Lounge des Sahara-Hotels, wofür eigens Tenorsaxophonist Sam Butera und dessen Band The Witnesses angeheuert wurde. Dazu gehörten Jack Marshall (Gitarre), Amado Rodrigues (Bass), Willie McCumber (Piano), James „Little Red“ Blount (Posaune) und Bobby Morris (Schlagzeug). In dieser Besetzung entstanden Primas bekannteste Songs, die jedoch nie in die Hitparade kamen. Am 19. April 1956, mittlerweile bei Capitol Records gelandet, entstanden neben dem bekannten Medley Just a Gigolo / I Ain’t Got Nobody noch Body and Soul, Oh Marie, Buona Sera oder Jump, Jive, An’ Wail. 
Während der Rock-’n’-Roll-Ära veröffentlichte Prima zahlreiche Songs in diesem Genre. Ein später mäßiger Hitparadenerfolg stellte sich mit dem am 25. August 1958 eingespielten Klassiker That Old Black Magic ein (Rang 18 der US-Pophitparade), ausgezeichnet mit einem Grammy. In dem Walt-Disney-Zeichentrickfilm Das Dschungelbuch (1967) sprach er den Affenkönig King Louie und sang das Stück I Wan’na Be Like You, zu dem er auch die Trompete beisteuerte.

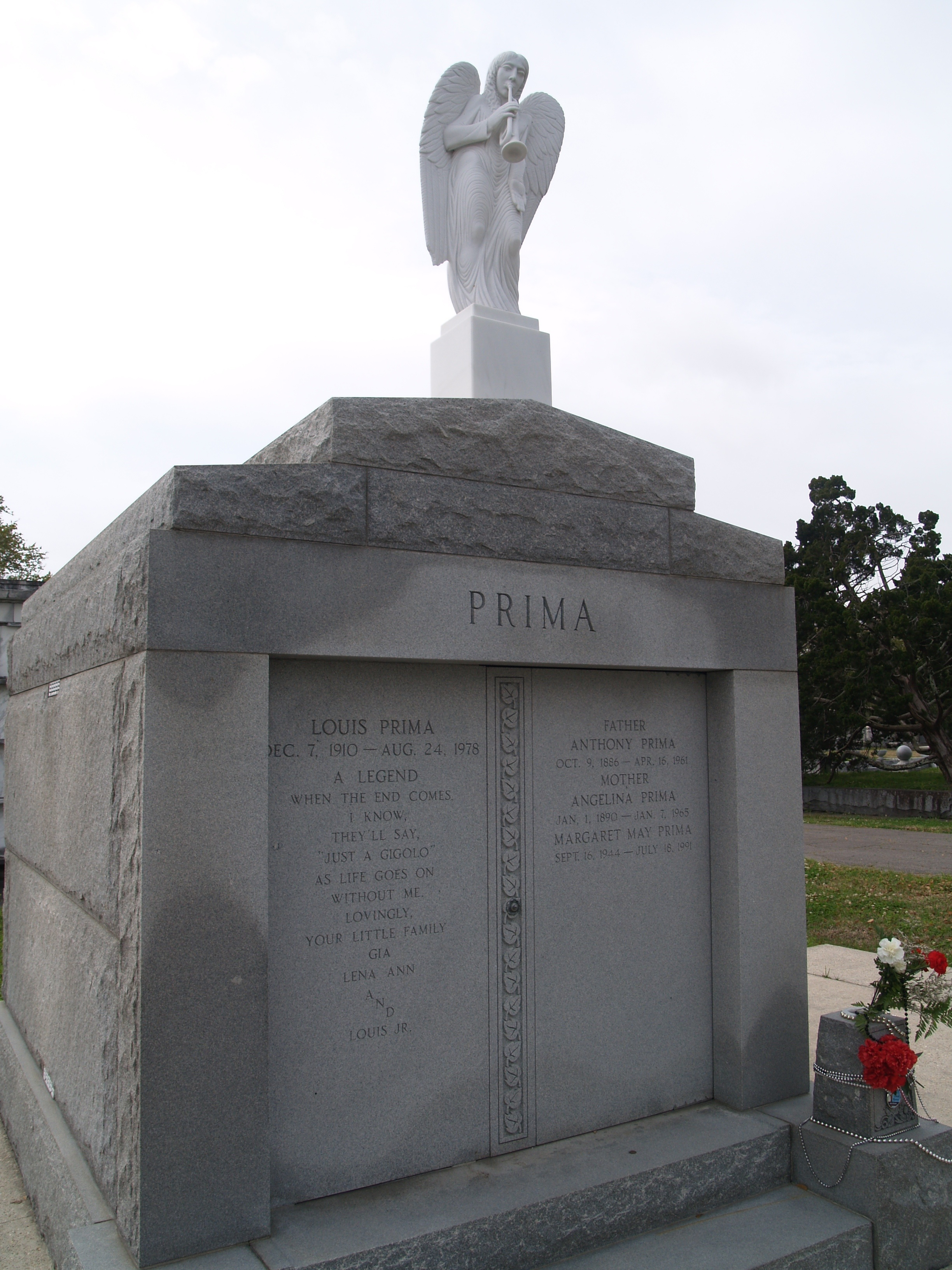
Grab von Prima und seinen Eltern sowie einer Schwester auf dem Metairie Cemetery, New Orleans

## Privatleben und Tod
Louis Prima war fünfmal verheiratet; aus der ersten Ehe mit Louise Polizzi von 1929 bis 1936 stammt ein Kind. Von 1936 bis 1947 war er mit Alma Ross verheiratet. Aus der Ehe mit Tracelene Barrett von 1948 bis 1953 stammt ebenfalls ein Kind. Von 1953 bis 1963 war er mit Keely Smith verheiratet, mit der er zwei Kinder bekam. Aus der letzten Ehe mit Gia Maione entstammen der Sohn Louis Prima junior (* 1965), der ebenfalls als Musiker aktiv ist, und eine Tochter. Louis Prima starb 1978 an den Folgen eines Herzinfarkts. Er wurde auf dem Metairie Cemetery in New Orleans beigesetzt.

## Gesamtausgabe
- The Complete Brunswick & Vocalion Recordings of Louis Prima and Wingy Manone (1924–1937) – (Mosaic – 2002) – 6 CDs – Louis Prima tp & voc mit George Brunies, Sidney Arodin, Claude Thornhill, George Van Eps, Artie Shapiro, Stan King, Eddie Miller, Nappy Lamare, Bonnie Pottle b, Ray Bauduc, Pee Wee Russell, Joe Catalyne ts, Frank Pinero p